# OM-Medien
Die OM-Medien GmbH & Co. KG ist eine Mediengruppe im Oldenburger Münsterland.

## Geschichte
Seit 1982 kooperieren die Verlage und Redaktionen der Münsterländischen Tageszeitung und der Oldenburgischen Volkszeitung. Am 11. Mai 2020 gaben sie bekannt, dass sie rückwirkend zum 1. Januar 2020 zur OM-Mediengruppe fusionierten. Nach mehr als vier Jahren der gelungenen Kooperation zogen die beiden Verleger eine positive Zwischenbilanz mit dem Statement „Digitale Transformation ist ein Kraftakt“.

## Medien
Die Münsterländische Tageszeitung ist die auflagenstärkste Zeitung im Landkreis Cloppenburg, die Oldenburgische Volkszeitung die auflagenstärkste Zeitung im Landkreis Vechta. Das gemeinsame Online-Nachrichtenportal beider Zeitungen heißt OM Online.
OM-Medien gibt das Lifestyle-Magazin PrOMenade heraus und ist am Hörfunksender radio ffn beteiligt.
Die Mediengruppe verlegt außerdem das OM-Wochenblatt Cloppenburg (Auflage 2021: 68.622) und das OM-Wochenblatt Vechta (Auflage 2021: 60.000).